# 马凯雷雷大学
马凯雷雷大学（英語：Makerere University），或译麦克雷雷大学，是烏干達規模最大的大学，位於首都坎帕拉。

## 历史
它在1922年成立時，只是一所技術學校；1963年成為東非大學一部份。1970年東非大學一分為三時，马凯雷雷大学成為一所獨立院校（另两所为肯尼亚的内罗毕大学和坦桑尼亚的达累斯萨拉姆大学）。現有22个系科，学院和研究所，本科學生約3萬人，研究生约3000。
马凯雷雷大学是很多非洲独立后领导人的母校，毕业生包括乌干达前总统米尔顿·奥博特，坦桑尼亚前总统朱利叶斯·尼雷尔，本杰明·姆卡帕以及肯尼亚前任总统姆瓦伊·齐贝吉。

## 外部連結
- http://mak.ac.ug/ （页面存档备份，存于） （官方網站）